# Герои Социалистического Труда Кировской области
Список граждан Кировской области, родившихся или живших в области, удостоенных звания Герой Социалистического Труда. Представлены все лица, в том числе удостоенные звания несколько раз.

## Список

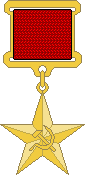
Золотая медаль «Серп и Молот» — вручалась Героям Социалистического Труда

| №   | Фамилия, Имя Отчество                   | Годы жизни              | Год награждения  |
| --- | --------------------------------------- | ----------------------- | ---------------- |
| 1   | Балдин, Иван Николаевич                 | 1914—2005               | 1966             |
| 2   | Балобанова, Елизавета Павловна          | 1910—1984               | 1951             |
| 3   | Батракова, Александра Ивановна          | 24.05.1912 - 14.04.1994 | 1966             |
| 4   | Береснева, Лидия Васильевна             | 1928 — 2019             | 1976             |
| 5   | Большев, Александр Саввич               | 1914—1996               | 1971             |
| 6   | Бучнева, Александра Петровна            | 1920—1984               | 1966             |
| 7   | Бушмакина, Анна Михайловна              | 1922—1977               | 1948             |
| 8   | Бякова, Мария Дмитриевна                | 1912—1972               | 1966             |
| 9   | Валов, Владимир Аркадьевич              | 1933—2018               | 1985             |
| 10  | Василькова, Мария Алексеевна            | 1913—2007               | 1958             |
| 11  | Вахрушев, Иван Терентьевич              | 1907—1969               | 1948             |
| 12  | Вершинин, Денис Иванович                | 1927—1997               | 1978             |
| 13  | Возженникова, Анна Меркурьевна          | 1922—2009               | 1966             |
| 14  | Воронин, Евгений Васильевич             | 1926—1981               | 1971             |
| 15  | Воронов, Александр Николаевич           | 1921—1997               | 1948             |
| 16  | Галиахметов, Тагир Ахметович            | 1921—2000               | 1971             |
| 17  | Глухов, Леонид Иванович                 | ????—????               | 1963             |
| 18  | Горинов, Аркадий Андреевич              | 1929—2018               | 1978             |
| 19  | Гучинский, Иван Васильевич              | 1919—1994               | 1957             |
| 20  | Девятых, Григорий Григорьевич           | 1918—2005               | 1989             |
| 21  | Дербенев, Александр Павлович            | 1933—2001               | 1981             |
| 22  | Дубовцева, Анна Федоровна               | 1927—1979               | 1973             |
| 23  | Дудорова, Любовь Петровна               | 1938—1996               | 1971             |
| 24  | Дьякону, Павел Иванович                 | 1933—2017               | 1981             |
| 25  | Дяденькин, Сергей Васильевич            | 1912—????               | 1971             |
| 26  | Есюнин, Леонид Васильевич               | 1939—2009               | 1981             |
| 27  | Желнин, Леонид Васильевич               | 1934—1987               | 1966             |
| 28  | Завойский, Евгений Константинович       | 1907—1976               | 1969             |
| 29  | Загоскин, Василий Фёдорович             | 1904—1954               | 1958             |
| 30  | Захватаева, Татьяна Федоровна           | 1930—2018               | 1971             |
| 31  | Зацепин, Пётр Фёдорович                 | 1923—2013               | 1965             |
| 32  | Земцов, Аркадий Семёнович               | 1930—2021               | 1976             |
| 33  | Злобин, Леонид Петрович                 | 1922—2012               | 1966             |
| 34  | Казаков, Анатолий Александрович         | 1914—1998               | 1966             |
| 35  | Казакова, Варвара Афанасьевна           | 1918—2012               | 1969             |
| 36  | Касьянов, Николай Александрович         | 1930—2013               | 1971             |
| 37  | Кислицын, Владимир Александрович        | 1926—2007               | 1966             |
| 38  | Козлов, Иван Иванович                   | 1920—1980               | 1971             |
| 39  | Кокорина, Анастасия Николаевна          | 1922—1994               | 1949             |
| 40  | Колупаев, Михаил Петрович               | 1915—1994               | 1948             |
| 41  | Колчанова, Антонина Прокопьевна         | 1936—2002               | 1966             |
| 42  | Комышева, Анна Никандровна              | 1914—2002               | 1948             |
| 43  | Кормщиков, Александр Харитонович        | 1924—1981               | 1966             |
| 44  | Корнилова, Анна Васильевна              | 1915—1998               | 1966             |
| 45  | Коробейников, Федор Алексеевич          | 1894—1962               | 1948             |
| 46  | Коробейникова, Анастасия Семеновна      | 1911—1950               | 1949             |
| 47  | Котельникова, Антонина Григорьевна      | 1927—2000               | 1971             |
| 48  | Кочкина, Клавдия Николаевна             | 1930—????               | 1971             |
| 49  | Кошкин, Михаил Ильич                    | 1898—1940               | 1990 (посмертно) |
| 50  | Кощеев, Иван Алексеевич                 | 1908—1988               | 1966             |
| 51  | Кощеев, Павел Иванович                  | 1916—1988               | 1948             |
| 52  | Кощеева, Анастасия Митрофановна         | 1919—1994               | 1958             |
| 53  | Кузнецов, Константин Александрович      | 1905—1985               | 1957             |
| 54  | Култышева, Анастасия Федоровна          | 1916—2004               | 1948             |
| 55  | Курагина, Серафима Егоровна             | 1916—1996               | 1949             |
| 56  | Кушков, Пантелей Петрович               | 1922—2006               | 1966             |
| 57  | Лалетина, Екатерина Григорьевна         | 1906—1981               | 1948             |
| 58  | Логинова, Евгения Андреевна             | 1946—????               | 1986             |
| 59  | Лоншаков, Павел Иванович                | 1910—1980               | 1966             |
| 60  | Лукьянов, Владимир Николаевич           | 1929—2006               | 1971             |
| 61  | Малюгин, Николай Павлович               | 1913—1974               | 1948             |
|     | Махнёв, Василий Алексеевич              | 1904—1965               | 1949             |
| 62  | Милютин, Андрей Андреевич               | 1916—2005               | 1971             |
| 63  | Морогов, Анатолий Дмитриевич            | 1929—1984               | 1960             |
| 64  | Мошарова, Екатерина Ивановна            | 1930—????               | 1966             |
| 65  | Наймушин, Иван Иванович                 | 1905—1973               | 1966             |
| 66  | Неганов, Василий Иванович               | 1899—1978               | 1961             |
| 67  | Никитин, Леонид Николаевич              | 1920—2004               | 1959             |
| 68  | Овечкин, Алексей Дмитриевич             | 1915—2000               | 1958             |
| 69  | Овчинников, Леонид Миронович            | 1922—2006               | 1978             |
| 70  | Ожегова, Анисья Павловна                | 1907—1984               | 1949             |
| 71  | Окунев, Иван Васильевич                 | 1906—1972               | 1966             |
| 72  | Павлов, Михаил Александрович            | 1863—1958               | 1945             |
| 73  | Пенкин, Михаил Александрович            | 1931—1980               | 1976             |
| 74  | Пермякова, Лидия Ивановна               | 1928—????               | 1971             |
| 75  | Пинаев, Кирилл Дементьевич              | 1919—????               | 1948             |
| 76  | Плетнева, Любовь Ивановна               | ????—????               | 1966             |
| 77  | Плотникова, Людмила Дмитриевна          | 1932—2009               | 1973             |
| 78  | Плюснин, Анатолий Николаевич            | 1938—1996               | 1973             |
| 79  | Плюснин, Николай Петрович               | 1930—2016               | 1971             |
| 80  | Попова, Александра Алексеевна           | 1929—2004               | 1971             |
| 81  | Прозоров, Пётр Алексеевич (дважды)      | 1899—1968               | 1948, 1958       |
| 82  | Прозорова, Антонина Андреевна           | 1912—1996               | 1948             |
| 83  | Прозорова, Валентина Алексеевна         | 1913—2004               | 1949             |
| 84  | Прозорова, Надежда Алексеевна           | 1914 - 1986             | 1948             |
| 85  | Протасов, Леонид Ильич                  | 1934—2007               | 1971             |
| 86  | Радова, Евдокия Владимировна            | 1924—1997               | 1966             |
| 87  | Ронжин, Андрей Миронович                | 1911—1995               | 1958             |
| 88  | Рубцова, Екатерина Михайловна           | 1907—1996               | 1958             |
| 89  | Семакова, Анна Васильевна               | 1912—1998               | 1948             |
| 90  | Сметанина, Александра Трофимовна        | 1919—1993               | 1966             |
| 91  | Стародубцева, Анастасия Исаковна        | 2014—1997               | 1966             |
| 92  | Стародумов, Яков Фёдорович              | 1927—2018               | 1966             |
| 93  | Сутырин, Валерий Александрович          | 1905—1968               | 1966             |
| 94  | Толстоухов, Валентин Романович          | 1933—1993               | 1981             |
| 95  | Трапезникова, Ксения Петровна           | 1918—1981               | 1960             |
| 96  | Трещёв, Фёдор Иванович                  | 1921—2006               | 1981             |
| 97  | Федяев, Павел Иванович                  | 1917—2000               | 1960             |
| 98  | Фролова, Анастасия Матвеевна            | 1911—1986               | 1960             |
| 99  | Хамидуллин, Закий Хамидулович           | ????—????               | 1957             |
| 100 | Циунель, Иван Климентьевич              | 1925—1972               | 1966             |
| 101 | Чемоданова, Екатерина Федоровна         | ????—????               | 1949             |
| 102 | Червяков, Александр Дмитриевич (дважды) | 1930—2012               | 1976, 1986       |
| 103 | Черезов, Юрий Сергеевич                 | 1933—2014               | 1971             |
| 104 | Черницын, Семён Фёдорович               | 1926—2003               | 1974             |
| 105 | Чирков, Андрей Петрович                 | 1929—????               | 1966             |
| 106 | Шалагина, Валентина Ивановна            | ????—????               | 1966             |
| 107 | Шахова, Людмила Фёдоровна               | 1926—1976               | 1966             |
| 108 | Швецов, Павел Константинович            | 1921—1976               | 1971             |
| 109 | Шевелёв, Виктор Степанович              | 1923—1993               | 1971             |
| 110 | Шидловский, Виктор Иванович             | 1918—????               | 1948             |
| 111 | Шпагин, Георгий Семёнович               | 1987—1952               | 1945             |
| 112 | Шушканов, Василий Федорович             | 1904—1972               | 1958             |
| 113 | Якимова, Нина Матвеевна                 | 1931—????               | 1971             |